# 20 (Africa Unite)
20 è un album del gruppo musicale Africa Unite, pubblicato nel 2001 dall'etichetta discografica Black Out.

## Descrizione
20 il titolo del disco ma anche gli anni trascorsi dalla formazione della band pinerolese e anche quelli passati dalla morte di Bob Marley. Interpretano a loro modo nove brani del grande artista giamaicano.

## Tracce
1. Judge Not – 4:19
2. Concrete Jungle – 4:52
3. Rebel Music – 4:18
4. Crazy Baldheads – 8:05
5. Waiting In Vain – 4:49
6. Is This Love – 5:05
7. Ambush In the Night – 5:05
8. Bad Card – 5:17
9. Redemption Song – 3:49
10. War – 5:36

Durata totale: 51:15

## Formazione
- Bunna - voce
- Madaski - voce
- Papa Nico - percussioni
- Marco "Benz" Gentile - viola